# Iris Club lillois
L'Iris club lillois est un club omnisports fondé en 1898.

## Histoire
En 1907, le club est absorbé par l'Olympique lillois.
Plusieurs sections reprennent leur indépendance en 1924 (dont la section hockey qui devient Lille Hockey Club et la section rugby), regrettant que les principaux efforts du club se concentrent sur la section football et forment l'Iris Club de Lambersart.
En 1941, l'Olympique lillois et l'Iris Club fusionnent pour former l'OICL. Mais la fusion ne se fait pas sans heurts et l'Iris Club reste sur Lambersart, l'OICL devenant un club uniquement football.
La section rugby de l'Iris Club revient sur Lille en 1971.

## Sections

### Football
Historique
La section football de l'Iris Club existe de 1898 à 1941, date de sa fusion avec l'Olympique lillois pour former l'Olympique Iris Club Lillois qui deviendra plus tard le Lille Olympique Sporting Club. Champion de la fameuse Ligue du Nord de l'USFSA en 1899 et 1901, on retrouve l'Iris Club Lillois en quarts de finale de la Coupe de France en 1932.
Palmarès
- Championnat USFSA Nord (2) : 
  - Champion : 1899 et 1901

### Rugby à XV
La section la plus active (unique?), la section rugby, membre fondateur du Lille Métropole rugby club en 1996, porte depuis 2000 le nom d'Iris Lille Métropole Rugby.
Cette section, était engagée au niveau amateur régional division honneur lors de la saison 2015-2016 et a été promue en Fédérale 3 au terme de la saison 2021-2022 en gagnant la finale régionale contre Dunkerque.  